# Lampropeltis nigra
Lampropeltis nigra  (лат.) — неядовитая змея семейства ужеобразных (Colubridae).
Общая длина достигает 1,4 м. Обычно длина около 1 м. Окраска спины чёрная. На основном тоне могут располагаться тонкие светлые поперечные полоски или пятна. Брюхо окрашено в чёрный и белый цвета, которые обычно присутствуют примерно в равных пропорциях.
Любит старые поля, разреженные леса, берега рек, различные изменённые человеком биотопы. Активна ночью. Питается ящерицами и змеями.
Это яйцекладущая змея. Самка откладывает до 23 яиц.
Обитает от юга Огайо и юго-запада Иллинойса на юг до центральной Алабамы и северной Джорджии (США).